# Elementary (seizoen 6)
Dit artikel vat het zesde seizoen van Elementary samen. Dit seizoen liep van 30 april 2018 tot en met 17 september 2018 en bevat eenentwintig afleveringen.

## Rolverdeling

### Hoofdrollen
- Jonny Lee Miller - Sherlock Holmes
- Lucy Liu - dr. Joan Watson
- Aidan Quinn - hoofdrechercheur Toby Gregson
- Jon Michael Hill - rechercheur Marcus Bell

### Terugkerende rollen
- Jordan Gelber - medisch onderzoeker Eugene Hawes
- Robert Capron - Mason
- Desmond Harrington - Michael
- Samantha Quan - Lin Wen
- Liza J. Bennett - Hannah Gregson

## Afleveringen
| Nr. | Aflevering | Titel                                   | Regisseur        | Schrijver(s)                | Selectie gastrollen | Uitzenddatum      |  |
| --- | ---------- | --------------------------------------- | ---------------- | --------------------------- | --- | ----------------- |  |
| 121 | 1          | An Infinite Capacity for Taking Pains   | Christine Moore  | Bob Goodman                 | Brett Dalton - Ryan Hayes Trieste Kelly Dunn - Sophie Bishop Wayne Wilcox - Drew Bishop Summer Sveinson - Bethany Marshall                  | 30 april 2018     |  |
| Sherlock ontdekt dat hij aan een postcommotioneel syndroom lijdt, en dat dit invloed zal hebben op zijn werk- en privéleven. Een man genaamd Michael neemt hem dan mee naar bijeenkomsten om zo tegen zijn verslaving te blijven vechten. Ondertussen gaan Sherlock en Joan op zoek naar een vermiste partner, dit nadat er een seksvideo online is verschenen van deze partner. |            |                                         |                  |                             | |                   |  |
| 122 | 2          | Once You've Ruled Out God               | Guy Ferland      | Robert Hewitt Wolfe         | Alimi Ballard - Don Kohler Jamie Jackson - Colm Frick Thomas Keegan - Thomas Keegan Alexandra Silber - Chloe Giri                           | 7 mei 2018        |  |
| Wanneer de biologische vader van Joan en haar halfzus Lin sterft krijgen zij hierover verschillende gevoelens, en Joan ontdekt dat haar vader voor haar een brief heeft achtergelaten. Ondertussen zijn Sherlock en Joan op jacht naar een gestolen partij plutonium, waarvoor zij bang zijn dat dit gebruikt gaat worden voor een vuile bom. |            |                                         |                  |                             | |                   |  |
| 123 | 3          | Pushing Buttons                         | Christine Moore  | Jeffrey Paul King           | Mike Doyle - Chris Holland Juan Carlos Hernández - Adrian Cruz Michael Potts - dr. Peter Hanson James Monroe Iglehart - rechercheur Mason   | 14 mei 2018       |  |
| Sherlock en Joan ontdekken de wereld van zeldzame historische voorwerpen na de moord op een persoon tijdens het naspelen van de Amerikaanse Burgeroorlog. Ondertussen raakt Sherlock vertrouwd in zijn relatie met Michael tijdens zijn herstelperiode van zijn verslaving. |            |                                         |                  |                             | |                   |  |
| 124 | 4          | Our Time Is Up                          | Guy Ferland      | Liz Friedman                | James Urbaniak - dr. Leo Demopoulos Douglas Hodge - Sydney Place Maulik Pancholy - Alfonse Kapoor John Hillner - Milt Reed                  | 21 mei 2018       |  |
| Sherlock en Joan onderzoeken de dood van de voormalige therapeut van Joan. Na het lezen van haar persoonlijk dossier bij deze therapeut besluit Joan moeder te worden. |            |                                         |                  |                             | |                   |  |
| 125 | 5          | Bits and Pieces                         | John Polson      | Tamara Jaron                | Nicole Shalhoub - dr. Nora Selsky Brian Keane - Walter Petty Mark Blum - Ira Langstrom Naomi Lorrain - Maria                                | 28 mei 2018       |  |
| Wanneer Sherlock een verwonding heeft aan zijn hoofd, en geen idee heeft hoe hij hieraan is gekomen, probeert hij samen met Joan een moord op te lossen. Zij ontdekken dat het slachtoffer, een orgaandonor, geïnfecteerd werd, en dat de moord gepleegd werd om dit te verbloemen. Ondertussen ontdekt hoofdrechercheur Toby Gregson dat Sherlock lijdt aan een postcommotioneel syndroom, en zet hem op non-actief totdat hij weer beter wordt verklaard. |            |                                         |                  |                             | |                   |  |
| 126 | 6          | Give Me the Finger                      | Jonny Lee Miller | Jordan Rosenberg            | Louis Ozawa Changchien - Go Shinura Frank Harts - Eddy Dunbridge Deborah S. Craig - Bethany Ito                                             | 4 juni 2018       |  |
| Wanneer een voormalig bendelid van een Japanse misdaadorganisatie wordt vermoord, gaan Sherlock en Joan op onderzoek uit. Ondertussen ontdekt hoofdrechercheur Toby Gregson dat zijn dochter Hannah een alcoholiste is. |            |                                         |                  |                             | |                   |  |
| 127 | 7          | Sober Companions                        | Seith Mann       | Jason Tracey                | Jacob Fishel - Graham Jenkins De'Adre Aziza - Krista Chris Ashworth - Doron Comfort Clinton - Maddie Williams Lawrence Ballard - beveiliger | 11 juni 2018      |  |
| Tijdens de jacht op een seriemoordenaar verwaarloost Sherlock zich zo erg dat hij hierdoor zijn gezondheid op het spel zet. Hij ontdekt dat de seriemoordenaar zijn slachtoffer kleedde in kleren van andere vrouwen, waarvan Sherlock vermoedt dat deze vrouwen eerdere slachtoffers van hem zijn. Met hulp van Joan en rechercheur Bell lukt het Sherlock de oorbellen, die op het slachtoffer gevonden zijn, te herleiden naar Polly Keller. Dit is de vrouw die als vermist werd opgegeven door Michael, en de hulp inriep van Sherlock om haar te vinden. Na een gesprek met Michael realiseert Sherlock dat Michael de seriemoordenaar is. Het lukt Sherlock echter niet om hiervoor bewijzen te vinden, en hem te laten bekennen. Uit wanhoop besluiten Sherlock en Joan om Michael een dosis heroïne te geven, om hem toch te laten bekennen. Voordat zij dit kunnen doen krijgt Sherlock een telefoontje van Michael, en vertelt hen dat hij New York verlaat om zijn moordtocht ergens anders voort te zetten en zal later weer terug keren. Nadat Sherlock dit bericht heeft verwerkt besluit hij zich op te laten nemen in een afkickkliniek in Vermont.            |            |                                         |                  |                             | |                   |  |
| 128 | 8          | Sand Trap                               | Jennifer Lynch   | Kelly Wheeler               | Michele Selene Ang - Kelsey Chapman Ashlie Atkinson - Gay Graham Winton - Lance Pickering Tony Manna - Troy Roselli                         | 18 juni 2018      |  |
| Na een verblijf van drie maanden in Vermont keert Sherlock terug naar New York. Daar wordt hij verrast door de aanwezigheid van een zwangere vrouw die daar als logee bij Watson verblijft, en dat zij de baby later wil adopteren. Niet lang daarna wordt de hulp van Sherlock en Joan ingeroepen na de vondst van lichaamsdelen die van een vermoorde vrouw blijken te zijn. Zij ontdekken dat het slachtoffer recentelijk had ontdekt dat een constructiebedrijf bezig is met baggeren in de Hudson, en dat dit zal leiden tot het instorten van een brug. Verder ontdekken zij dat het slachtoffer vermoord is door een man die baadt heeft met het instorten van de brug. Nadat Sherlock en Joan de zaak hebben opgelost hoort Joan van de zwangere vrouw dat zij hun woning zal verlaten en dat zij de baby houdt, dit nadat Joan haar geïnspireerd heeft met de woorden dat zij alles aankan als zij erin gelooft. |            |                                         |                  |                             | |                   |  |
| 129 | 9          | Nobody Lives Forever                    | Guy Ferland      | Jeffrey Paul King           | Ato Essandoh - Alfredo Llamosa Chelcie Ross - Dudley Becket James Barbour - Hunter Becket Alex Hurt - Richie                                | 25 juni 2018      |  |
| Wanneer een professor in biologie wordt vermoord gaan Sherlock en Joan op onderzoek uit, en het blijkt dat de professor bezig was met een geheim project voor Galahad instituut dat werkt aan onsterfelijkheid. Sherlock ontdekt dat de professor vermoord werd door de zoon van het hoofd van Galahad, en zijn motief was om te voorkomen dat de professor aansprak zou maken op de beloning van 5 miljoen dollar om zo zijn erfenis veilig te stellen. Ondertussen krijgt Sherlock van zijn voormalige sponsor en vriend Alfredo het verzoek voor hulp, hij wil een auto stelen van zijn opdrachtgever die hem weigert te betalen voor zijn gedane werk. Sherlock vertrouwt dit niet en vraagt dan door, en hoort dat Alfredo geld nodig heeft om zijn broer te helpen. Sherlock ontdekt dat deze broer verantwoordelijk is voor het drugsverleden van Alfredo, en weigert hem dan te helpen. Joan vermoedt echter dat de reden hiervoor ligt in zijn verleden met zijn broer Mycroft. Sherlock besluit dan om contact te zoeken met zijn vervreemde broer, en ontdekt dat tot zijn grote schok dat Mycroft tien maanden eerder is overleden aan een intracerebraal hematoom. |            |                                         |                  |                             | |                   |  |
| 130 | 10         | The Adventure of the Ersatz Sobekneferu | Lucy Liu         | Robert Hewitt Wolfe         | John Noble - Morland Holmes Julian Sands - Jasper Wells Stephen Spinella - Merrick Hausmann Nadia Gan - Kezzy                               | 2 juli 2018       |  |
| Sherlock krijgt bezoek van zijn vader Morland, en hij wil een gesprek over het recentelijk overlijden van Mycroft en dat hij zijn testament wil wijzigen. Sherlock wil dit aangrijpen om zijn oud zeer kenbaar te maken tegen zijn vader. Sherlock en Joan gaan op onderzoek uit naar de moord op een vrouw die voorbereid werd om als mummie weggezet te worden. Zij ontdekken dat het slachtoffer op het punt stond om iemand te ontmaskeren, en dat zij hierom vermoord werd. Dan ontdekken zij dat de vermoedelijke dader haar vader Jasper is, en dat zij nu met hulp van Jasper de werkelijke dader kunnen opsporen. Ondertussen onderzoekt Sherlock de man die zijn vader stalkt, en ontdekt dat iets verontrustends. Het blijkt dat Moriarty aan de bewaking van de FBI is ontsnapt, en dat zij achter dit alles zit. |            |                                         |                  |                             | |                   |  |
| 131 | 11         | You've Come a Long Way, Baby            | Guy Ferland      | Bob Goodman                 | John Noble - Morland Holmes Pej Vahdat - Tim Darsha / agent Bakshi Roger Bart - Kip Lowell Jason Manuel Olazabal - agent Nick Evaneer       | 16 juli 2018      |  |
| Wanneer een advocaat van een groot tabaksfabriek wordt vermoord gaan Sherlock en Joan op onderzoek uit. De moord vond op een dag voordat de fabriek een grote fusie zou ondergaan plaats. Sherlock en Joan vermoeden dat het slachtoffer illegale transacties had gevonden in de boekhouding, en dat hij werd vermoord om dit te verhullen. Verder onderzoek brengt een undercoveroperatie boven tafel, en deze werd ingezet om een bende te vangen die illegale sigaretten verhandelde. Dan ontdekken Sherlock en Joan dat de undercoveragenten hun zakken vulde met het geld dat in de boeken vermist werd, en voordat zij de agenten kunnen ondervragen vermoorden de agenten elkaar. Dan wordt er ontdekt dat de secretaresse van de tabaksfabriek de moordenaar is van de advocaat, en dit deed omdat zij ook haar zakken vulde met geld uit de boeken. Ondertussen onderzoekt Sherlock de beschuldigingen die zijn vader uit, dit dat hij doelwit is van Moriarty. Sherlock ontdekt dat de beschuldigingen de waarheid is, en zoekt dan contact met Moriarty om dit tegen te houden.                                                                                      |            |                                         |                  |                             | |                   |  |
| 132 | 12         | Meet Your Maker                         | Ron Fortunato    | Robert Hewitt Wolfe         | Chasten Harmon - Chantal Milner Cody Kostro - Kyle Spikowski Gerardo Rodriguez - Jesus Rodriguez Clarke Thorell - Strider Lincoln           | 23 juli 2018      |  |
| Joan krijgt een verzoek om op zoek te gaan naar een vermiste vrouw, en wanneer zij haar appartement vindt ontdekt zij dat de vrouw slachtoffer is van een gijzeling. Joan roept dan de hulp in van Sherlock, en volgen dan diverse aanwijzingen. Zij ontdekken dat de vrouw een vriend had die werkt als smid, en dat hij ook gegijzeld is. Verder onderzoek wijst uit dat het stel ontvoerd werd om onder druk illegale wapens te maken voor een Latijns-Amerikaanse bende. Sherlock herinnert zich dan dat de broer van de vermiste vrouw een tattoo heeft van de bende, en deze bekent dan de ontvoering. Ondertussen krijgt Marcus een baanaanbod voor bij de United States Marshals Service, en ontdekt dat Sherlock hierachter zit. Sherlock deed dit omdat hij Marcus een betere toekomst wenst, maar Marcus weigert het aanbod omdat hij zijn baas niet wil verlaten. |            |                                         |                  |                             | |                   |  |
| 133 | 13         | Breathe                                 | Christine Moore  | Bob Goodman                 | Paul Anthony Stewart - Gary Nana Mensah - agent Kerner Lesli Margherita - Sherry Lennox Paul Collins - King Wilhelm                         | 30 juli 2018      |  |
| Wanneer een man wordt vermoord gaan Sherlock en Joan op onderzoek uit. Zij ontdekken dat het slachtoffer tientallen jaren een dubbelleven leidde als huurmoordenaar. Ondertussen bereid Joan het huisbezoek voor door een sociaal werkster die haar zal beoordelen als adoptiemoeder, maar moet dan een tegenslag verwerken. |            |                                         |                  |                             | |                   |  |
| 134 | 14         | Through the Fog                         | Guy Ferland      | Jeffrey Paul King           | Suzy Nakamura - dr. Bridget Tanaka Freda Foh Shen - Mary Watson Gonzalo Menendez - Felipe Diaz Leon Addison Brown - Anthony Daniels         | 6 augustus 2018   |  |
| Wanneer rechercheur Bell het slachtoffer wordt van een bio terroristische aanslag en in quarantaine geplaatst wordt, moeten Sherlock en Joan de strijd tegen de tijd aangaan om hem te helpen. Ondertussen heeft Joan haar handen vol met haar moeder, die onder ogen moet zien dat zij meer medische zorg nodig heeft voor haar erger wordende Alzheimer. |            |                                         |                  |                             | |                   |  |
| 135 | 15         | How to Get a Head                       | Christine Moore  | Sherman Li                  | Michael Cerveris - raadslid Ledesma Luis Antonio Ramos - pastoor Vega Rosanny Zayas - Valentina Duran John Dossett - Treadwell              | 12 augustus 2018  |  |
| Een onthoofd lichaam wordt gevonden in een besloten tuin, dit leidt Sherlock en Joan naar een onderzoek in een moord op een religieuze professor. Dit leidt hen naar de jacht op een moordenaar die connecties heeft met een sekte. Ondertussen bekijken Sherlock en Joan kandidaten voor het vervangen van rechercheur Bell, die een baan kreeg aangeboden door de United States Marshals Service (aflevering 12). |            |                                         |                  |                             | |                   |  |
| 136 | 16         | Uncanny Valley of the Dolls             | Jonny Lee Miller | Tamara Jaron Kelly Wheeler  | Marissa Neitling - Nina Hudgins /Skyler Jayce Bartok - Alden Lubbock James Saito - dr. Ken Fukata Phillip James Brannon - Phillip Bridwell  | 13 augustus 2018  |  |
| Wanneer een robotingenieur wordt vermoord gaan Sherlock en Joan op onderzoek uit. Zij vragen zich af of het motief voor de moord met zijn doorbrekende onderzoek in teleportatie te maken heeft, of met zijn seksleven. Tevens moeten zij zien te achterhalen of zijn seks pop een belangrijke getuige kan zijn. Ondertussen wordt rechercheur Bell uitgesloten van een belangrijke cursus voor zijn nieuwe baan, is Sherlock hier verantwoordelijk voor of de cursusleider met een persoonlijke reden. |            |                                         |                  |                             | |                   |  |
| 137 | 17         | The Worms Crawl in, the Worms Crawl Out | Jon Michael Hill | Jordan Rosenberg            | Azita Ghanizada - dr. Sepi Chamanara Victor Williams - Jon Hoyt Katherine Sigismund - Orb-Lite wetenschapper Karen Ziemba - dr. Furing      | 20 augustus 2018  |  |
| Wanneer een zoologist wordt vermoord gaan Sherlock en Joan op onderzoek uit. Zij vermoeden dat het motief gezocht moet worden in de talloze affaires van het slachtoffer, of met zijn spooronderzoek. Ondertussen wordt Sherlock het slachtoffer van identiteitsdiefstal, dit wanneer zijn medische gegevens worden ontvreemd. |            |                                         |                  |                             | |                   |  |
| 138 | 18         | The Visions of Norman P. Horowitz       | Lucy Liu         | Jason Tracey Brandon Tanori | Christian Borle - David Horowitz Melissa De Sousa - Luz Horowitz Tom Everett Scott - Henry Baskerville Babak Tafti - Jonathan Dawson        | 27 augustus 2018  |  |
| Wanneer er diverse slachtoffers vallen door een moordenaar gaan Sherlock en Joan op onderzoek uit. Zij ontdekken dat de dader zijn slachtoffers kiest op basis op van voorspellingen van een overleden man die toekomstige doden kon zien, en een van de voorspellingen blijkt Sherlock te zijn. |            |                                         |                  |                             | |                   |  |
| 139 | 19         | The Geek Interpreter                    | Christine Moore  | Tamara Jaron Kelly Wheeler  | Rich Sommer - Harlan Emple Brandon J. Dirden - agent Polk Isabel Arraiza - Lily Zavala Ned Eisenberg - Marvin Hathaway                      | 3 september 2018  |  |
| Sherlock en Joan gaan de strijd tegen de klok aan wanneer zij een vermiste vrouw willen opsporen. Helemaal als de belangrijkste verdachte van de vermissing Harlan Emple blijkt te zijn, vriend van Sherlock en een meester in wiskunde. |            |                                         |                  |                             | |                   |  |
| 140 | 20         | Fit to be Tied                          | Ron Fortunato    | Jason Tracey                | Tonya Pinkins - rechter Marilyn Whitfield David Pittu - William Bazemore Asher Grodman - Gary Eden Espinosa - dokter                        | 10 september 2018 |  |
| Michael is teruggekeerd in New York, en Sherlock en Joan krijgen al snel te maken met een nieuw slachtoffer. Joan ontdekt dan nieuwe aanwijzingen dat hen naar een potentiële dodelijke ontmoeting zal leiden met Michael. |            |                                         |                  |                             | |                   |  |
| 141 | 21         | Whatever Remains, However Improbable    | Christine Moore  | Robert Doherty              | Dan Butler - Denny Mulgrew Jenna Stern - Angela Donnely Edward James Hyland - Curtis Julian Elfer - lord St. Simon                          | 17 september 2018 |  |
| Sherlock en Joan komen achter de identiteit van de moordenaar van Michael, en dit heeft grote gevolgen voor de partnerschap tussen hun beide. |            |                                         |                  |                             | |                   |  |